# Thích Mã (phim 1973)
Thích Mã (Tiếng AnhːThe Blood Brothers; phồn thể: 刺馬; giản thể: 刺马; Bính âm: Cì Mǎ) là một phim điện ảnh thuộc thể loại võ thuật, kiếm hiệp, dã sử do Trương Triệt đạo diễn, với sự tham gia của những ngôi sao võ thuật hàng đầu của thập niên 70 bao gồmː Địch Long, Khương Đại Vệ & Trần Quang Thái. Đây cũng là bộ phim ghi dấu ấn đậm nét trong sự nghiệp của diễn viên Địch Long, là vai diễn đưa ông lên hàng siêu sao.

## Nội dung
Thích Mã kể về 2 tên cướp vô dụng làː Trương Văn Tường (Khương Đại Vệ) và Hoàng Tung (Trần Quang Thái) có ý định cướp của Mã Tân Di (Địch Long). Không thể đánh bại Mã Tân Di, họ tham gia vào nhóm khác nhưng cũng bị đánh bại. Sau đó họ sớm tham gia một nhóm đạo tặc khác gần đó cùng Mã Tân Di. Tuy nhiên, tham vọng của Mã Tân Di cao xa hơn các anh em kết nghĩa. Anh ta đã thi đỗ đạt công danh và làm quan to ở triều đình Mãn Thanh.
Sau một thời gian xa cách họ đã gặp lại nhau. Mã Tân Di bây giờ đã là tổng đồ đầu, và đối với anh ta bây giờ không gì quan trọng bằng việc thực hiện kế hoạch và tham vọng của mình- đánh bại nhóm thổ phỉ 'tóc dài' và bao gồm cả vợ của Hoàng Tung- Mỹ Lan (Tỉnh Lợi). Sức hấp dẫn của người đàn ông đầy tham vọng này đối với cô không thể cưỡng lại được, họ đã cảm thương đối phương. Trong Lúc Hoàng Tung và Trương Văn Tường đi đánh bại đám quân thổ phỉ, thì Mã Tân Di và Mỹ Lan đã vụng trộm với nhau. Sau đó, sợ bị bại lộ, Mã đã sắp xếp để Hoàng bị ám sát để tránh khỏi bị thất sủng và gián chức.
Khi Trương Văn Tường kể lại đầu đuôi câu chuyện cho viên quan của địa phương, anh ta đã âm mưu hành thích người anh em kết nghĩa của mình, là Mã Tân Di, thì anh ta cũng không tránh khỏi số phận của mình. Sau khi tay sai của Mã Tân Di trả thù cho cái chết của chủ nhân, Mỹ Lan đã lặng lẽ ra đi để suy ngẫm lại những việc đã qua và những bi kịch do chính cô ta gây ra.

## Phát hành
Thích Mã được phát hành tại Hong Kong vào ngày 24 tháng 02 năm 1973.

## Sự đón nhận
Tại Liên hoan phim Kim Mã lần thứ 11, Địch Long giành được "giải thưởng đặc biệt cho màn trình diễn xuất sắc" với vai diễn Mã Tân Di của ông trong Thích Mã.
Cảm nhận đương thời về bộ phim, nhà báo Tony Rayns (của trang Monthly Film Bulletin) cho rằng đây là bộ phim "ít tình cảm nhất trong số các tác phẩm về chủ nghĩa anh hùng của đạo diễn Trương Triệt trong bối cảnh không có anh hùng". Rayns bình luận rằng, đây là bộ phim mà "lần đầu tiên Trương Triệt và nhà văn kiêm biên kịch nổi tiếng Nghê Khuôn nắm bắt được những yếu tố của nội dung câu chuyện để thể hiện 1 sự đàn áp, áp bức cũng như sự đa dạng thú vị về miêu tả hình mẫu của 1 người anh hùng. Họ đã khai thác được ưu điểm của các diễn viên con cưng của họ, nhiều người trong số các diễn viên đóng dạng vai đối nghịch với hình mẫu của họ trên màn ảnh; ngoại trừ sự mâu thuẫn về thời gian, lồng tiếng 1 lần là hoàn hảo."

## Sức ảnh hưởng theo thời gian
Câu chuyện phim của Thích Mã cũng được đạo diễn Trần Khả Tân tái hiện trên màn ảnh với bộ phim Đầu doanh trạng (2007). Đạo diễn họ Trần thừa nhận rằng bị ảnh hưởng bởi phim Thích Mã, nhưng ông phủ nhận làm lại phim này, nên ông đã thay đổi tựa phim để tránh bị so sánh.